# توم ميرفي
توم ميرفي (بالإنجليزية: Tom Murphy)‏ (19 ديسمبر 1991 في المملكة المتحدة - ) هو لاعب كرة قدم بريطاني في مركز الهجوم. لعب مع نادي غيلينغهام ونادي فارنبوروه ونادي ليويس ونادي مارغيت ونادي هورشام ونادي دوفر أتليتيك وThurrock F.C. ‏.

## وصلات خارجية
- توم ميرفي على موقع قاعدة بيانات كرة القدم.إي يو (الإنجليزية)
- توم ميرفي على موقع Soccerbase.com (لاعب) (الإنجليزية)